# Liste der Baudenkmale in Elsterwerda

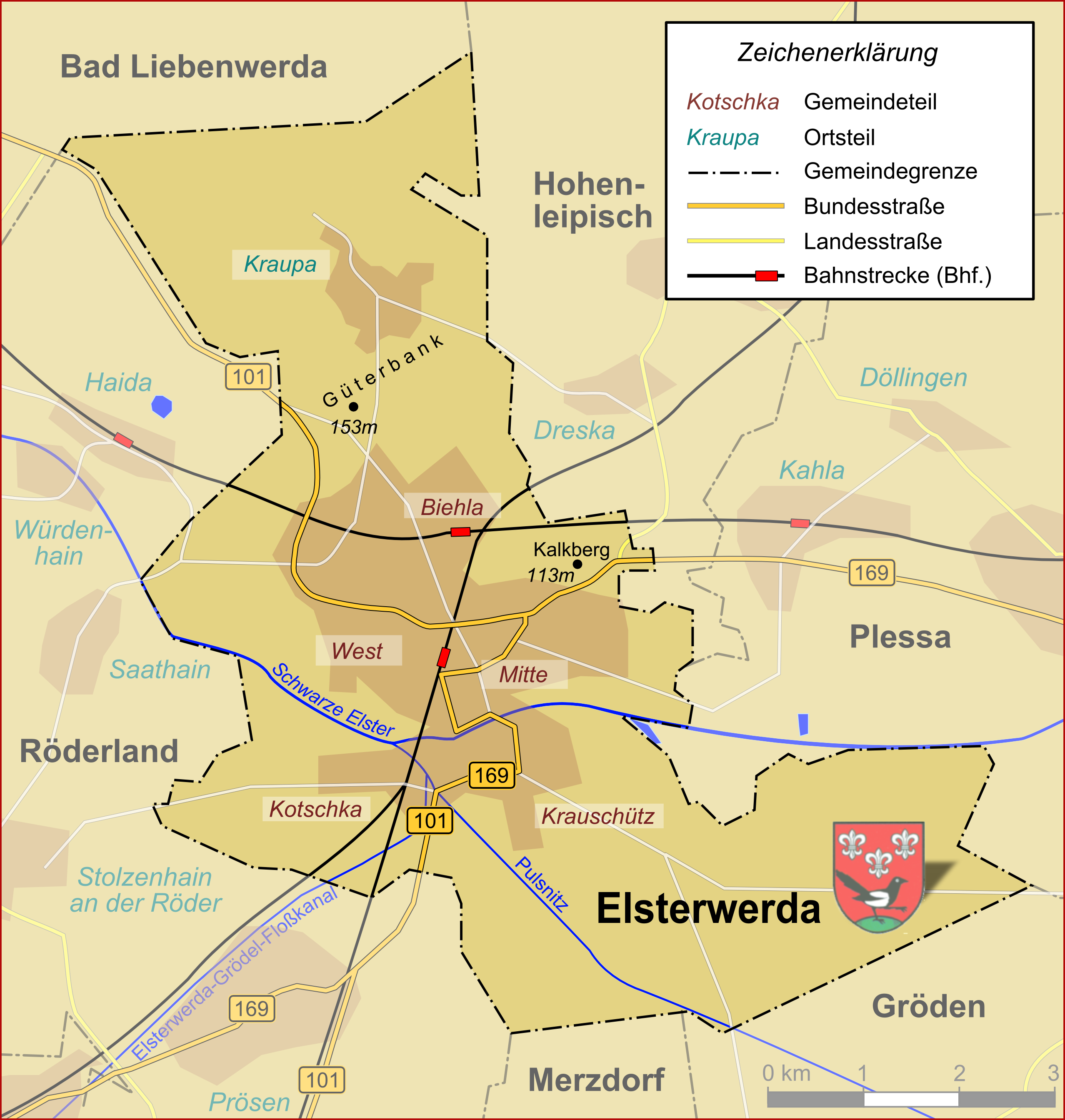
Stadtgebiet von Elsterwerda

Die Liste der Baudenkmale in Elsterwerda gibt eine Übersicht über die Baudenkmale der südbrandenburgischen Stadt Elsterwerda, ihrer Stadtteile sowie ihres Ortsteils Kraupa. Grundlage ist die Veröffentlichung der Landesdenkmalliste mit dem Stand vom 31. Dezember 2023. Enthalten sind aktuelle sowie ehemalige oder abgegangene Baudenkmale der Stadt.
Die Bodendenkmale sind in der Liste der Bodendenkmale in Elsterwerda aufgeführt.

## Baudenkmale

### Legende
In den Spalten befinden sich folgende Informationen:
- ID-Nr.: Die Nummer wird vom Brandenburgischen Landesamt für Denkmalpflege vergeben. Ein Link hinter der Nummer führt zum Eintrag über das Denkmal in der Denkmaldatenbank. In dieser Spalte kann sich zusätzlich das Wort Wikidata befinden, der entsprechende Link führt zu Angaben zu diesem Denkmal bei Wikidata.
- Lage: die Adresse des Denkmales und die geographischen Koordinaten. Link zu einem Kartenansichtstool, um Koordinaten zu setzen. In der Kartenansicht sind Denkmale ohne Koordinaten mit einem roten beziehungsweise orangen Marker dargestellt und können in der Karte gesetzt werden. Denkmale ohne Bild sind mit einem blauen bzw. roten Marker gekennzeichnet, Denkmale mit Bild mit einem grünen beziehungsweise orangen Marker.
- Bezeichnung: Bezeichnung in den offiziellen Listen des Brandenburgischen Landesamtes für Denkmalpflege. Ein Link hinter der Bezeichnung führt zum Wikipedia-Artikel über das Denkmal.
- Beschreibung: die Beschreibung des Denkmales
- Bild: ein Bild des Denkmales und gegebenenfalls einen Link zu weiteren Fotos des Baudenkmals im Medienarchiv Wikimedia Commons

### Biehla
| ID-Nr.                           | Lage                                  | Bezeichnung | Beschreibung | Bild |
| -------------------------------- | ------------------------------------- | --- | --- | --- |
| 09135780                         | Saathainer Straße 2 (Lage)            | Transformationshaus | Bei dem inzwischen stillgelegten Transformatorenhaus handelt es sich um ein verputztes, mit einem Zeltdach versehenes, zweigeschossiges, in Ziegelbauweise errichtetes Gebäude. | Transformationshaus |
| 09135928                         | Am Nordbahnhof (Lage)                 | Bahnhof Elsterwerda-Biehla mit Empfangsgebäude und Bahnsteigüberdachung, Güterschuppen, Wasserturm und Karbidlampenbunker | Der Bahnhof im heutigen Ortsteil Biehla entstand von 1873 bis 1874 mit dem Bau der Oberlausitzer Eisenbahn von Kohlfurt über Biehla nach Falkenberg. Der in Elsterwerda renommierte Baumeister Friedrich Jage errichtete dieses Gebäude-Ensemble aus schlesischem Klinkermauerwerk. Der zum Bahnhofskomplex gehörende und inzwischen außer Betrieb genommene Wasserturm entstand ebenfalls in dieser Zeit. Das Bahnhofsgebäude befindet sich seit 2011 in Privatbesitz und ist stark sanierungsbedürftig.                                                                                           | Bahnhof Elsterwerda-Biehla mit Empfangsgebäude und Bahnsteigüberdachung, Güterschuppen, Wasserturm und Karbidlampenbunker |
| 09135929 Teilobjekt zu: 09135928 | Am Nordbahnhof (Lage)                 | Bahnhofsempfangsgebäude                                                                                                   | | Bahnhofsempfangsgebäude                                                                                                   |
| 09136002 Teilobjekt zu: 09135928 | Am Nordbahnhof (Lage)                 | Bahnsteigüberdachung | | Bahnsteigüberdachung |
| 09135930 Teilobjekt zu: 09135928 | Am Nordbahnhof (Lage)                 | Güterschuppen | | Güterschuppen |
| 09135931 Teilobjekt zu: 09135928 | Am Nordbahnhof (Lage)                 | Wasserturm | | Wasserturm |
| 09135932 Teilobjekt zu: 09135928 | Am Nordbahnhof (Lage)                 | Karbidlampenbunker | | Karbidlampenbunker |
| 09135387                         | Winterberg (Lage)                     | Wasserturm | Der Biehlaer Wasserturm besitzt ein Fassungsvermögen von 90 m³ und befindet sich 140 m ü. NN weithin sichtbar auf dem Winterberg. Das von 1913 bis 1914 errichtete Bauwerk, dessen Fassade nach dem Vorbild des Leipziger Völkerschlachtdenkmals gestaltet wurde, sollte neben dem technischen Zweck auch als Mahnmal und Wahrzeichen des Ortes dienen. Verantwortlich für dieses Projekt war der Kreiswiesenbaumeister des Landkreises Liebenwerda, Balsam. Das mit einer Aussichtsplattform versehene Bauwerk ist stark sanierungsbedürftig und für die Öffentlichkeit nur sporadisch zugänglich. | weitere Bilder |
| 09135505                         | Winterberg (Lage)                     | Kirche mit angebautem Gemeindehaus und umgebender Grünfläche                                                              | Die evangelische Christuskirche befindet sich etwas unterhalb des Wasserturms auf dem Biehlaer Winterberg. Die Grundsteinlegung für die Kirche erfolgte am 3. Juli 1955. Die feierliche Weihe der Kirche fand am 3. Dezember 1961 statt. | Kirche mit angebautem Gemeindehaus und umgebender Grünfläche                                                              |
| 09136295 Teilobjekt zu: 09135505 | Winterberg (Lage)                     | Grünanlage | | BW |
| 09135377                         | Breite Straße / Haidaer Straße (Lage) | Glockenturm | Der aus rotem Backstein bestehende, 11,58 Meter hohe Biehlaer Glockenturm befindet sich in zentraler Lage des Ortsteils. 1862 vom Baumeister Dietrich errichtet, ist er seither ein Wahrzeichen von Biehla. In seinem Inneren befindet sich eine 1948 eine in Apolda gegossene Glocke mit der Inschrift: „Heinz Schurig Söhne in Apolda gossen mich im Jahre 1948 − Soli deo gloria“. | weitere Bilder |
| 09135849 Teilobjekt zu: 09135377 | Breite Straße / Haidaer Straße (Lage) | Glocke | Die Glocke wurde 1948 in Apolda von der Firma Schurig & Söhne gegossen. | BW |

### Elsterwerda
| ID-Nr.                           | Lage                               | Bezeichnung                                                                                   | Beschreibung | Bild                                                                                          |
| -------------------------------- | ---------------------------------- | --------------------------------------------------------------------------------------------- | --- | --------------------------------------------------------------------------------------------- |
| 09135652                         | Bahnhofstraße 25 (Lage)            | Wohn- und Geschäftshaus                                                                       | Das Wohn- und Geschäftshaus wurde 1871/1890 im Stil des Spätklassizismus erbaut. Es handelt sich um ein verputztes mit einem Satteldach versehenes zweigeschossiges Gebäude. | Wohn- und Geschäftshaus                                                                       |
| 09135379                         | Berliner Straße (Lage)             | Ehrenhain und Kriegsgedenkstätte mit Stele auf dem alten Friedhof                             | Das vom Elsterwerdaer Bildhauer Kranke im Jahr 1890 geschaffene Kriegerdenkmal in Form eines Obelisken zum Gedenken der in den Kriegen von 1866 und 1870/71 gefallenen Einwohner aus Elsterwerda und Krauschütz befand sich ursprünglich in zentraler Lage auf dem Denkmalsplatz, wo es von einer Grünanlage umgeben und beliebtes Motiv zahlreicher zeitgenössischer Ansichtskarten war. Nach dem Zweiten Weltkrieg verlegte man es 1946 auf den unweit gelegenen ehemaligen Stadtfriedhof, der 1982 zur Kreisgedenkstätte für die Opfer des Faschismus umgestaltet und nach der Wende in eine städtische Parkanlage umgewandelt wurde. Dort befindet sich eine durch den Hohenleipischen Künstler Hans Eickworth geschaffene, vier Meter hohe Stele, die ebenfalls unter Denkmalschutz steht. Verkleidet ist die Stele mit vier Halbreliefplatten zu den Themen: Der Leidensweg der Antifaschisten und ihre Befreiung durch Sowjetsoldaten, Jugend und Mutter – das Wiedersehen nach der Befreiung, Das jüdische Mädchen Anne Frank, sowie Weiterleben und Hoffnung in die Zukunft. | Ehrenhain und Kriegsgedenkstätte mit Stele auf dem alten Friedhof                             |
| 09136281 Teilobjekt zu: 09135379 | Berliner Straße (Lage)             | Denkmal                                                                                       | Die Stele wurde 1982 aufgestellt. | BW                                                                                            |
| 09136459 Teilobjekt zu: 09135379 | Berliner Straße (Lage)             | Kriegerdenkmal                                                                                | Das Kriegerdenkmal befindet sich rechts vom Eingang. Es wurde 1890 erstellt und 1946 hierher transloziert. | BW                                                                                            |
| 09135378                         | Berliner Straße (Lage)             | Familienbegräbnis der Familie Nadler auf dem alten Friedhof                                   | Die Familiengrabstelle der Familie Nadler befindet sich auf dem Gelände des ehemaligen Stadtfriedhofs, es wurde 1924 angelegt. An der östlichen Friedhofsmauer sind der Seminarlehrer Friedrich Nadler (1847–1924) und dessen Ehefrau Anna begraben. Auch sein Sohn, der renommierte Maler Hans Nadler (1879–1958) und dessen Ehefrau Elfriede sind dort beigesetzt. | Familienbegräbnis der Familie Nadler auf dem alten Friedhof                                   |
| 09135653                         | Berliner Straße 2 (Lage)           | Wohn- und Geschäftshaus                                                                       | Das mit einem Satteldach versehene zweigeschossige Wohn- und Geschäftshaus wurde 1900 aus Ziegeln und roten Klinkern errichtet. In der Gegenwart befindet sich das Café Zeitlos im Erdgeschoss. | Wohn- und Geschäftshaus                                                                       |
| 09135386                         | Elsterstraße 3 (Lage)              | Präparandenanstalt                                                                            | Die einstige Präparandenanstalt wurde 1898 vom Elsterwerdaer Baumeister Friedrich Jage errichtet. Das Gebäude wurde nach der Auflösung des Lehrerseminars im Jahre 1926 zunächst von der Oberrealschule im Elsterschloss genutzt. Nachdem auf dem Gelände in den 1930er Jahren zwischenzeitlich ein Arbeitsdienstlager eingerichtet wurde, dient das Haus seit 1939 nahezu durchgängig der Berufsbildung. | Präparandenanstalt                                                                            |
| 09135383                         | Elsterstraße 20 (Lage)             | Postamt                                                                                       | Das Gebäude des einstigen Kaiserlichen Postamts wurde 1904 im Auftrag des Liebenwerdaer Unternehmers Carl Weiland vom Elsterwerdaer Baumeister Friedrich Jage errichtet. Ab 1928 befand sich darin auch das Fernamt. 1999 wurde das Elsterwerdaer Postamt geschlossen. Nachdem das Haus zwischenzeitlich von einem Bildungsträger genutzt wurde, steht es seit einigen Jahren leer. | Postamt                                                                                       |
| 09135384                         | Furtbrückwiese (Lage)              | Bockwindmühle, im Erlebnis- und Miniaturenpark                                                | Der ursprüngliche Standort der Elsterwerdaer Bockwindmühle befand sich im 15 Kilometer nördlich gelegenen Gruhno. Dort wurde sie 1804 aufgestellt. 1866 wurde die Mühle nach Elsterwerda verlegt, wo sie sich zunächst in der Nähe des etwas später entstandenen Bahnhofs befand und bis zum Jahre 1958 in Betrieb war. Nachdem sie im November 1997 den Elsterwerdaer Bahnhofsbrand durch glückliche Umstände überstanden hatte, wurde im Sommer 2000 die Genehmigung für eine abermalige Umsetzung erteilt. Seit 2004 befindet sich die Mühle an ihrem heutigen Standort nahe dem Gewerbegebiet-Ost, wo sie als Schauanlage in Betrieb ist. Drei Jahre später entstand in ihrem unmittelbaren Umfeld ein 30.000 m² großer Erlebnis- und Miniaturenpark. | Bockwindmühle, im Erlebnis- und Miniaturenpark                                                |
| 09135376                         | Hauptstraße / Rathausstraße (Lage) | Fachwerkhaus mit Oberlaubengalerie                                                            | Das zweigeschossige historische Fachwerkhaus mit Oberlaubengalerie wurde 1801 errichtet. Ende der 1970er Jahre wurde das Gebäude umfangreichen Restaurierungsarbeiten unterzogen und 1980 in seinen Räumen die Kleine Galerie „Hans Nadler“ eröffnet. Im Obergeschoss würdigt eine Dauerausstellung das Schaffen des 1879 in Elsterwerda geborenen Malers Hans Nadler. | Fachwerkhaus mit Oberlaubengalerie                                                            |
| 09135374                         | Hauptstraße (Lage)                 | Postsäule                                                                                     | In unmittelbarer Nähe der Kirche St. Katharina befindet sich eine Kursächsische Postmeilensäule. Die sogenannte Distanzsäule wurde ursprünglich 1738 als eine der letzten im Kurfürstentum am einstigen Luckischen Tor aufgestellt. Während der Amtszeit des Elsterwerdaer Bürgermeisters Albert Wilde wurde die Säule, die inzwischen in der Wallstraße abgetragen herumlag, an ihrem heutigen Standort aufgestellt. | weitere Bilder                                                                                |
| 09135375                         | Hauptstraße 8 (Lage)               | Wohnhaus                                                                                      | Das heutige am Standort befindliche Gebäude wird auf die Zeit um 1900 datiert. Urkundliche ersterwähnt wurde es allerdings schon im Jahre 1708. Ab 1819 befand sich dort die königlich-preußisch privilegierte Apotheke, die als städtische Apotheke bis in die 1990er Jahre bestand. Zuletzt wurden die Geschäftsräume von einem Tattoo-Studio genutzt. | Wohnhaus                                                                                      |
| 09135371                         | Hauptstraße 41 (Lage)              | Stadtpfarrkirche St. Katharinen                                                               | Der mittelalterliche Backsteinbau der evangelischen Stadtpfarrkirche St. Katharinen dürfte in seinen Grundzügen ein Bauwerk aus dem 15. Jahrhundert sein. Seine heutige Gestalt erhielt die Saalkirche vor allem durch Umbauarbeiten im 18. Jahrhundert. Das Innere der Kirche wird vom 1831 aufgebrachten Farbton Leipziger Grün bestimmt. Die Vorhalle der Kirche wurde in den Jahren 1922 und 1923 von dem in Elsterwerda geborenen Künstler Hans Nadler als Gefallenengedächtnishalle gestaltet, die durch eine von ihm geschaffene Scraffito-Malerei geprägt wird. Zum Inventar der Kirche gehören unter anderem ein Taufstein aus der Zeit von 1520 bis 1530, ein Kanzelaltar aus dem 18. Jahrhundert sowie eine aus dem Jahre 1887 stammende Orgel. | weitere Bilder                                                                                |
| 09135958 Teilobjekt zu: 09135371 | Hauptstraße 41 (Lage)              | Taufengel                                                                                     | Das Fragment des Taufengels stammt aus der Zeit um 1750. Im Jahre 2008 wurde der Taufengel restauriert. | BW                                                                                            |
| 09136047                         | Hauptstraße 41 (Lage)              | Grabkreuz für den Hofgärtner Seifert, auf dem Kirchhof                                        | Hofgärtner Johann Carl Gottlieb Seifert (1769–1839) | Grabkreuz für den Hofgärtner Seifert, auf dem Kirchhof                                        |
| 09135807                         | Heinrich-Heine-Straße 8 (Lage)     | Katholische Kirche                                                                            | Die kleine katholische Kirche Mater Dolorosa befindet sich etwas nördlich des Stadtzentrums. Unter Pfarrer Ferdinand Schnettler wurde sie nach einem Entwurf des Liebenwerdaer Architekten Carl Jost erbaut und am 28. September 1913 geweiht. Altar und Ambo bestehen aus Sandstein. Die Kirche ist mit einer Rühle-Orgel ausgestattet. Im Rahmen einer Sanierungsmaßnahme 2007 wurden im Kircheninneren Umbauten vorgenommen, durch die unter anderem das Tonnengewölbe eine Profilholzverschalung erhielt und die Kirche neu ausgemalt wurde. | weitere Bilder                                                                                |
| 09135036                         | Kirchstraße 1 (Lage)               | Pfarrhaus                                                                                     | Verputztes, mit einem Walmdach versehenes zweigeschossiges Gebäude. Das Pfarrhaus der evangelischen Kirche St. Katharina wurde 1698 errichtet. Um 1900 erfolgten Umbauarbeiten. 1994 wurde es umfangreich restauriert. | Pfarrhaus                                                                                     |
| 09135509                         | Lange Straße 3 (Lage)              | Ackerbürgerhof mit Wohnhaus, Kleintierstall, Kuh- und Pferdestall, Quergebäude und Gartenland | Das Ensemble eines typischen Ackerbürgerhofes aus dem 19. Jahrhundert befindet sich am heutigen Marktplatz der Stadt. Es umfasst ein mit einem Satteldach und Fachwerk versehenes zweigeschossiges Wohnhaus, ein den Hof abschließendes, ebenfalls mit Satteldach und Fachwerk versehenes zweigeschossiges Landarbeiterhaus sowie ein eingeschossiges Stallgebäude mit Satteldach. | Ackerbürgerhof mit Wohnhaus, Kleintierstall, Kuh- und Pferdestall, Quergebäude und Gartenland |
| 09136296 Teilobjekt zu: 09135509 | Lange Straße 3 (Lage)              | Wohnhaus                                                                                      | | BW                                                                                            |
| 09136297 Teilobjekt zu: 09135509 | Lange Straße 3 (Lage)              | Landarbeiterhaus                                                                              | | BW                                                                                            |
| 09136298 Teilobjekt zu: 09135509 | Lange Straße 3 (Lage)              | Stall                                                                                         | | BW                                                                                            |
| 09135716                         | Rathausstraße 10 (Lage)            | Wohnhaus                                                                                      | Verputztes mit einem Satteldach versehenes zweigeschossiges Gebäude. Die Fenster stammen aus dem Jahr 1870. | Wohnhaus                                                                                      |
| 09135321                         | Schlossplatz 1 (Lage)              | Schloss, Offizienhaus, Gärtnerhaus und Schlosspark                                            | Das aus dem 18. Jahrhundert stammende dreiflügelige Elsterschloss erhielt seine heutige Gestalt Anfang des 18. Jahrhunderts unter dem damaligen Besitzer Freiherr Woldemar von Löwendal. 1727 erwarb es der sächsische Kurfürst August der Starke und schenkte es seiner Schwiegertochter Maria Josepha von Österreich, unter der weitere Umbauarbeiten nach Plänen von Hofbaumeister Pöppelmann erfolgten, wodurch es den Charakter eines Jagd- und Lustschlosses erhielt. Nachdem infolge des Wiener Kongresses die Stadt Elsterwerda an die preußische Provinz Sachsen gefallen war, beauftragte 1851 das Preußische Provinzialschulkollegium beim Kultusministerium die Errichtung eines Lehrer-Seminars im Schloss, das 1857 eröffnet wurde. Im Jahre 1926 folgten an seiner Stelle eine Oberrealschule und schließlich 1938 eine Oberschule. Inzwischen ist dort das Elsterschloss-Gymnasium beheimatet, das mit seinen etwa 600 Schülern als eine der schönsten Schulen Deutschlands gilt. Zum denkmalgeschützten Ensemble gehören auch ein aus dem Jahr 1781 stammendes Offizienhaus mit Krüppelwalmdach, der Fachwerkbau der einstigen Hofgärtnerei aus dem Jahr 1783 sowie ein ebenfalls im 18. Jahrhundert angelegter Schlosspark. | weitere Bilder                                                                                |
| 09136267 Teilobjekt zu: 09135321 | Schlossplatz 1 (Lage)              | Schlosspark                                                                                   | | Schlosspark                                                                                   |
| 09135846 Teilobjekt zu: 09135321 | Schlossplatz 1 (Lage)              | Wohnhaus                                                                                      | Das Hofgärtnerhaus befindet sich im Schlosspark. Es wurde 1783 erbaut. | BW                                                                                            |
| 09135847 Teilobjekt zu: 09135321 | Schlossplatz 1 (Lage)              | Schule                                                                                        | | Schule                                                                                        |
| 09135380                         | Weinberge (Lage)                   | Sowjetische Ehrengrabanlage (Teil des städtischen Friedhofs am Kalkberg)                      | Der Sowjetische Ehrenfriedhof befindet sich im nördlichen Bereich des Elsterwerdaer Bergfriedhofs. Er wurde in den Jahren 1946 und 1947 angelegt. Dort sind 297 sowjetische Armeeangehörige sowie 159 sowjetische Kriegsgefangene aus dem Kriegsgefangenenlager Stalag IV B bei Mühlberg und dem gesamten Kreisgebiet des ehemaligen Kreises Liebenwerda begraben. Der insgesamt 110 Grabstellen umfassende Friedhof ist von zwei Obelisken aus rotem Sandstein und Granit geprägt, die 1999 Kupferdächer bekamen. | Sowjetische Ehrengrabanlage (Teil des städtischen Friedhofs am Kalkberg)                      |

### Kraupa
| ID-Nr.   | Lage                 | Bezeichnung | Beschreibung | Bild           |
| -------- | -------------------- | ----------- | --- | -------------- |
| 09135508 | Dorfstraße (Lage)    | Glockenturm | Der Glockenturm des Ortsteils Kraupa war ursprünglich aus Holz. Im Jahre 1893 wurde er in Stein neu ausgeführt. Die Glockenweihe fand bereits am 7. Dezember 1852 statt. | weitere Bilder |
| 09135647 | Dorfstraße 23 (Lage) | Wohnhaus    | Der eingeschossige, mit Fachwerk und einem Satteldach versehene Lehmstampfbau befindet sich am alten Dorfanger von Kraupa. Erbaut wurde er im Jahre 1800.                | Wohnhaus       |

### Krauschütz
| ID-Nr.   | Lage                       | Bezeichnung | Beschreibung | Bild           |
| -------- | -------------------------- | ----------- | --- | -------------- |
| 09135825 | Dresdener Straße 34 (Lage) | Kaufhalle   | Die einstige Krauschützer Kaufhalle wurde 1971 von der Elsterwerdaer Firma Menzel-Stahlbetonteile GmbH errichtet. | weitere Bilder |

### Über die Gemeindegrenzen hinaus
| ID-Nr.   | Lage            | Bezeichnung                                                    | Beschreibung | Bild           |
| -------- | --------------- | -------------------------------------------------------------- | --- | -------------- |
| 09135504 | Kotschka (Lage) | Grödel-Elsterwerdaer Floßkanal zwischen Elsterwerda und Prösen | Im Südwesten der Stadt befindet sich der Grödel-Elsterwerdaer Floßkanal, der seit dem 18. Jahrhundert die dort entlangfließende Pulsnitz mit einem an der Elbe gelegenen Basin im sächsischen Grödel (Beginn in Grödel, Ende Elsterwerda) verbindet. Ursprünglicher Zweck des in der Gegenwart vor allem zu Naherholungszwecken genutzten Kanals war es, den hohen Bedarf an Holz im Raum Dresden/Meißen in den nördlichen Landesteilen gelegenen Wäldern zu decken. Später diente er bis zur Einstellung der Schifffahrt im Jahre 1942 in erster Linie als Transportweg für das Gröditzer Eisenwerk. Zum Transport wurden auf dem Kanal von Bomätschern gezogene Kähne eingesetzt. Ab den 1960er Jahren bis zur Wende wurde er als Bewässerungskanal genutzt. Der 21,4 Kilometer lange Floßkanal besitzt seit 1978 den Status eines Baudenkmals. Im Elsterwerdaer Abschnitt sind unter anderem noch die Reste der örtlichen Schleuse erhalten und der einstige Treidelpfad zu erkennen. | weitere Bilder |

### Ehemalige oder abgegangene Bau-/Kulturdenkmale
| ID-Nr.   | Lage                              | Bezeichnung | Beschreibung | Bild           |
| -------- | --------------------------------- | ----------- | --- | -------------- |
|          | Elsterwerda Hauptstraße 34 (Lage) | Wohnhaus    | Das Gebäude der ehemaligen Bäckerei Selkmann befand sich einst in unmittelbarer Nähe des Marktplatzes. Etwa um 1800 errichtet, war es eines der ältesten erhaltenen Häuser der Elsterwerdaer Innenstadt. Bereits in den 1990er Jahren gab es seitens der Besitzer Bestrebungen, das seit der Wende leerstehende Haus durch einen Neubau ersetzen zu lassen. Zwischen 2000 und 2003 wurde es allerdings unter Denkmalschutz gestellt, der den im Jahre 2012 erfolgten Abriss zunächst verhinderte. | Wohnhaus       |
| 09135823 | Weststraße (Lage)                 | Wasserturm  | Der 32 Meter hohe Wasserturm in der Weststraße mit einem Fassungsvermögen von 250 m³ wurde von 1905 bis 1906 westlich des Stadtzentrums errichtet. Das Bauwerk diente der städtischen Wasserversorgung und dem unweit gelegenen Bahnhof. Im Jahre 1948 wurde der Turm für die kommunale Wasserversorgung außer Betrieb gesetzt. Die Deutsche Reichsbahn nutzte ihn zunächst weiter. Da sie später auch keine Verwendung mehr dafür hatte, sollte der Wasserturm in den 1980er Jahren abgerissen werden, was durch den Denkmalschutz zunächst verhindert werden konnte. Im Herbst 2024 wurde das Bauwerk durch eine ortsansässige Baufirma schließlich doch abgebrochen. | weitere Bilder |